# Беркович Есфір Семенівна
Есфір Семенівна Беркович (2 березня 1912, Бахмут, нині Донецька область — 23 листопада 1992, Харків) — українська бібліографиня.

## Життєпис
Есфір рано залишилась без матері — та померла, коли дівчинці було сім років. 1921 батько перевозить її із сестрами до Харкова, де вона закінчила школу.
Після закінчення школи переїхала до Ленінграда, де починає навчатися на вечірньому відділенні Ленінградської консерваторії. Паралельно починає трудову діяльність у Державній публічній бібліотеці імені М. Є. Салтикова-Щедріна.
Через деякий час змушена повернутися до Харкова, де після закінчення бібліотечних курсів влаштовується працювати у науково-методичному відділі Харківської державної наукової бібліотеки імені В. Г. Короленка, спочатку бібліотекарем (1933—1934), а потім бібліографом центрального довідкового апарату (1934—1941).
Після початку німецько-радянської війни певакуювалася до Узбекистана, у місто Коканд, де трудилася в артілі. У січні 1945 року переїхала до Москви, де влаштувалася на посаду старшого бібліотекаря Державної бібліотеки СРСР ім. В. І. Леніна (нині Російська державна бібліотека), але вже через вісім місяців змушена була звільнитися через тяжку хворобу.
Тривалий час залишалася безробітною через боротьбу з космополітизмом. У 1948 році їй вдалося влаштуватися на тимчасову роботу до Центральної наукової бібліотеки Харківського державного університету на посаду редактора. З 1950 до 1970 року працювала бібліографом науково-бібліографічного відділу Центральної наукової бібліотеки, де брала участь в укладанні 12 бібліографічних покажчиків, серед них — Григорія Сковороди, Василя Каразіна, Івана Павлова, хіміку Євгена Хотинського, Миколи Ізмайлова та систематичних покажчиків до періодичних видань Харківського університету та вчених товариств при ньому.
З 1971 протягом 20 років працювала бібліографом Харківської міської спеціалізованої музично-театральної бібліотеки імені К. С. Станіславського, де створила алфавітний каталог книг нотного відділу та брала участь у розробці спеціалізованої схеми індексації літератури з мистецтва, що базувалася на Універсальній десятковій класифікації. За сприяння Есфір Беркович у бібліотеці був створений довідково-бібліографічний відділ. Зібрала та склала бібліографічні списки: «Литература о Н. А. Лысенко за 1920—1972 гг.», «Литература о композиторе Р. Щедрине: за 1958—1971 гг.», «Т. Н. Хренников: литература за 1946—1973 гг.», «Литература об А. Н. Скрябине за 1925—1971 гг.», «С. В. Рахманинов: список литературы», «М. П. Мусоргский и его опера „Борис Годунов“ на сцене и на экране» та багато інших, але вони залишились неопублікованими.
Архів Есфір Беркович зберігається в Харківській міській спеціалізованій музично-театральній бібліотеці імені К. С. Станіславського.

## Опубліковані праці
- Иван Петрович Павлов, 1849—1936: к 100-летию со дня рождения: памятка читателю / сост.:Э. С. Беркович и др. Харьков, 1949. 59 с.
- В. Н. Каразин, 1773—1842 : биобиблиогр. / сост.: Э. С. Беркович и др. Харьков, 1953. 115 с.; То же: 2-е изд., доп. // «Я смело могу стать перед лицом потомков…». Харьков, 2004. С. 32–87.
- Систематический указатель к «Запискам Харьковского университета» за 1874—1919 гг. / сост.:Э. С. Беркович и др. Харьков, 1953. 59 с.
- Систематический указатель к периодическим изданиям Историко-филологического общества при Харьковском университете за 1886—1914 гг. / сост.:Э. С. Беркович, Р. А. Ставинская. Харьков, 1955. 71 с.
- Систематический указатель к «Ученым запискам Харьковского государственного университета имени А. М. Горького», трудам факультетов и научно-исследовательских учреждений за 1934—1953 гг. / сост. Э. С. Беркович и др. Харьков, 1955. 63 с.
- Николай Аркадьевич Измайлов: биобиблиогр. / сост.: Э. С. Беркович, Х. С. Надель. Харьков, 1964. 95 с.
- Григорій Сковорода: біобібліографія / уклад. Е. С. Беркович та ін. Харків, 1968. 183 с.
- Те саме: 2-е вид., випр. і доп. Харків, 1972. 203 с.
- Евгений Семенович Хотинский (1877—1959): [биобиблиогр. указ.] / сост.: Э. С. Беркович, М. Г. Швалб. Харьков, 1970 [на обл. 1971]. 50 с.
- Указатель к «Трудам Общества физико-химических наук при Харьковском университете» за 1873—1915 годы / сост. Э. С. Беркович. Харьков, 1972. 97 с.